# Perilampus cairnsensis
Perilampus cairnsensis är en stekelart som beskrevs av Girault 1913. Perilampus cairnsensis ingår i släktet Perilampus och familjen gropglanssteklar. Inga underarter finns listade i Catalogue of Life.